# Geelbrauwgors
De geelbrauwgors (Emberiza chrysophrys) is een zangvogel uit de familie van gorzen (Emberizidae).
Deze trekvogel broedt in Oost-Siberië in de taiga en legt vier eieren in een boomnest. Hij overwintert in Midden- en Zuid-China. Het is een zeer zeldzame zwerver in Europa.
in het wild bestaat het dieet van een volwassen geelbrauwgors vooral uit zaden, maar ze voeden insecten aan nestjongen.

## Uiterlijk
Het mannetje heeft een zwarte kop met witte kroon, snuitstrepen en keel. Er is een fel gele streep ter hoogte van de wenkbrauw, vandaar de naam. De vrouwtjes en juvenielen hebben een zwakker patroon met bruin in plaats van zwart. Deze kunnen worden verward met kleine gorzen, maar er is altijd wat geel ter hoogte van de wenkbrauw te zien en op zijn minst een kleine witte streep op de kruin. Deze gors is kleiner dan een rietgors en heeft een relatief grote kop. De onderkant van de vogel is wit met oranje flanken en enkele fijne donkere strepen. De bovenkant is bruin en fel gestreept. Deze zangvogels hebben roze snavels.